# Abraham Lincoln (1930)
Abraham Lincoln is een Amerikaanse dramafilm uit 1930 onder regie van D.W. Griffith. Het scenario is gebaseerd op het leven van de Amerikaanse president Abraham Lincoln.

## Verhaal
Abraham Lincoln is aanvankelijk winkeleigenaar in New Salem. Hij wordt later advocaat en leert in Springfield zijn vrouw Mary Todd kennen. Hij is president van de VS voor de Republikeinen tijdens de Amerikaanse Burgeroorlog. Onder zijn presidentschap wordt de slavernij afgeschaft. Uiteindelijk wordt president Lincoln vermoord door de acteur John Wilkes Booth tijdens een theatervoorstelling in Washington.

## Rolverdeling
| Acteur            | Personage             |
| ----------------- | --------------------- |
| Walter Huston     | Abraham Lincoln       |
| Una Merkel        | Ann Rutledge          |
| William L. Thorne | Tom Lincoln           |
| Ian Keith         | John Wilkes Booth     |
| Lucille La Verne  | Vroedvrouw            |
| Helen Freeman     | Nancy Hanks Lincoln   |
| Otto Hoffman      | Offut                 |
| Edgar Dearing     | Armstrong             |
| Russell Simpson   | Werkgever van Lincoln |
| Charles Crockett  | Sheriff               |
| Kay Hammond       | Mary Todd Lincoln     |
| Helen Ware        | Mevrouw Edwards       |
| E. Alyn Warren    | Ulysses S. Grant      |
| Jason Robards sr. | Herndon               |
| Gordon Thorpe     | Tad Lincoln           |